# Ole Hesselbjerg
Ole Hesselbjerg (* 23. April 1990 in Charlottenlund, Gentofte Kommune) ist ein dänischer Leichtathlet, der über 3000 Meter Hindernis an den Start geht.

## Sportliche Laufbahn
Ole Hesselbjerg trat erstmals 2007 in internationalen Wettkämpfen im Hindernislauf an. Über die übliche 2000-Meter-Distanz ging er im Juli bei den U18-Weltmeisterschaften in Ostrava an den Start. Dabei zog er in das Finale ein, in dem er den zwölften Platz belegte. Ein paar Wochen trat er über die gleiche Distanz beim Europäischen Olympischen Sommer-Jugendfestival in Belgrad an. Dabei lief er mehr als neun Sekunden schneller im Vergleich zu den Weltmeisterschaften und wurde Sechster. Im August nahm er über die 3000-Meter-Distanz bei den Dänischen Meisterschaften der Erwachsenen teil, bei denen er mit 9:30,45 min prompt die Silbermedaille gewann. Bis 2009 verbesserte er sich bis auf eine Zeit 9:03,03 min, die er im September aufstellte. Einen Monat zuvor trat er in der höheren Altersklasse bei den U20-Europameisterschaften in Novi Sad an, bei denen er allerdings im Vorlauf scheiterte. Insgesamt belegte er den 16. Platz. Nach seinem Schulabschluss am Gymnasium Falkouergardens in seiner Heimatstadt Charlottenlund, nahm Hesselbjerg ab 2011 ein Studium an der Eastern Kentucky University in den USA auf, wo er für deren Sportteam an den Collegemeisterschaften teilnahm. In seinem ersten Jahr in Kentucky lief er nahe an die Neun-Minuten-Marke heran und war September erstmals siegreich bei den Dänischen Meisterschaften.
2012 stellte Hesselbjerg in Regensburg mit in 8:48,33 min eine neue Bestzeit auf. Bis 2015 verbesserte er sich dann nochmal um mehr als 15 Sekunden bis auf 8:33,22 min. In seinem ersten Wettkampf 2016 in der Freiluft lief er direkt in 8:30,51 min Bestzeit. Damit erfüllte er auch die Norm für die Europameisterschaften in Amsterdam. Nachdem er in den Wettkämpfen bis zu den Meisterschaften schon nicht mehr in die Nähe seiner Bestleistung gekommen war, konnte er dennoch in Amsterdam in das Finale einziehen, in dem er mit 8:42,27 min den zehnten Platz belegte. Im Anschluss an die Europameisterschaften konnte er dann auch als einer von 45 Startern an den Olympischen Sommerspielen in Rio de Janeiro teilnehmen. Dabei lief er im Vorlauf zwar etwas schneller als im Vergleich zum Finale der EM, dennoch war für ihn als Elfter seines Laufs das Finale nicht zu erreichen. Insgesamt belegte er den 31. Platz. Wie 2016 verbesserte sich Hesselbjerg erneut direkt in seinem ersten Wettkampf 2017, womit er die Norm für die Weltmeisterschaften in London erfüllte. Dort steigerte er, seine zuvor im Mai aufgestellte Bestzeit, im Vorlauf ein klein wenig auf 8:27,86 min, die allerdings nur für den achten Platz im Vorlauf und damit nicht für das Finale reichten. Ende desselben Monats trat er bei der Universiade in Taipeh an, bei der er den vierten Platz belegen konnte. 2018 nahm er an den Europameisterschaften in Berlin teil. Dabei erreichte er mit der langsamsten Zeit als Letzter das Finale, in dem er dann ebenfalls als 15. als Letzter das Ziel erreichte. Für 2019 hatte er ursprünglich das sportliche Ziel ausgegeben, den dänischen Rekord, der seit 1987 mit 8:23,56 min zu Buche steht, zu brechen. Eine langsam auftretende Verletzung sorgte allerdings tatsächlich dafür, dass er nahezu die gesamte Saison verpasste. 2020 konnte er dann wieder voll belasten und verbesserte im August beim Diamond-League-Meeting in Monaco seine Bestzeit um mehr etwa drei Sekunden auf 8:24,87 min.
Anfang Juni 2021 lief Hesselbjerg in Turku persönliche Bestzeit von 8:20,42 min und qualifizierte sich damit für seine zweite Teilnahme an den Olympischen Sommerspielen. In Tokio trat er im dritten der drei Vorläufe an und belegte in seinem Lauf den achten Platz, der nicht zum Einzug in das Finale berechtigte.
Insgesamt gewann Hesselbjerg im Laufe seiner sportlichen Laufbahn bislang zehn nationale Meistertitel, siebenmal im Hindernislauf, einmal über 10.000 Meter und zweimal über 3000 Meter in der Halle.

## Wichtige Wettbewerbe
| Jahr                 | Veranstaltung                                  | Ort                  | Platz                | Disziplin            | Zeit                 |
| Startet für Dänemark | Startet für Dänemark                           | Startet für Dänemark | Startet für Dänemark | Startet für Dänemark | Startet für Dänemark |
| -------------------- | ---------------------------------------------- | -------------------- | -------------------- | -------------------- | -------------------- |
| 2007                 | U18-Weltmeisterschaften                        | Ostrava              | 12.                  | 2000 m Hindernis     | 6:08,26 min          |
| 2007                 | Europäisches Olympisches Sommer-Jugendfestival | Belgrad              | 6.                   | 2000 m Hindernis     | 5:59,20 min          |
| 2009                 | U20-Europameisterschaften                      | Novi Sad             | 16.                  | 3000 m Hindernis     | 9:13,46 min          |
| 2011                 | U23-Europameisterschaften                      | Ostrava              | 23.                  | 3000 m Hindernis     | 9:16,81 min          |
| 2016                 | Europameisterschaften                          | Amsterdam            | 10.                  | 3000 m Hindernis     | 8:42,27 min          |
| 2016                 | Olympische Sommerspiele                        | Rio de Janeiro       | 31.                  | 3000 m Hindernis     | 8:40,08 min          |
| 2017                 | Weltmeisterschaften                            | London               | 13.                  | 3000 m Hindernis     | 8:27,86 min          |
| 2017                 | Universiade                                    | Taipeh               | 4.                   | 3000 m Hindernis     | 8:38,41 min          |
| 2018                 | Europameisterschaften                          | Berlin               | 15.                  | 3000 m Hindernis     | 8:48,48 min          |
| 2021                 | Olympische Sommerspiele                        | Tokio                | 24.                  | 3000 m Hindernis     | 8:24,08 min          |

## Persönliche Bestleistungen
Freiluft
- 3000 Meter Hindernis: 8:20,42 min, 8. Juni 2021, Turku

Halle
- 3000 m: 8:10,00 min, 28. Januar 2019, Göteborg